# La French
Pour les articles homonymes, voir French.
Pour plus de détails, voir Fiche technique et Distribution.
La French est un film franco-belge réalisé par Cédric Jimenez, sorti en 2014.
Le film met en scène Jean Dujardin et Gilles Lellouche, qui incarnent respectivement le juge Pierre Michel et le parrain du milieu marseillais Gaëtan Zampa pendant les années 1970 et 1980, lors de la période de trafic d’héroïne appelée French Connection.

## Synopsis
Dans les années 1970, à Marseille, un conducteur au volant de sa Mercedes s'arrête à une station service. « le Fou » (Benoît Magimel) passager d'une moto arrêtée quelques mètres plus loin, le crible de balles. Cette exécution est annoncée aux journaux télévisés, accompagnée d'une déclaration de Richard Nixon, président des États-Unis, dénonçant la « French Connection ».
Pierre Michel (Jean Dujardin), juge des mineurs interroge en vain Lily Mariani (Pauline Burlet), jeune héroïnomane qui refuse de lui avouer le nom de son dealer. Gaston Defferre (Féodor Atkine) maire de Marseille déclare aux médias l'intensification de la lutte contre les trafiquants de drogues. Le procureur général (Patrick Descamps) convoque Pierre Michel et lui annonce qu'il le nomme juge du grand banditisme. Le soir même, Pierre fête sa promotion chez lui avec son épouse Jacqueline (Céline Sallette) et ses amis. Il se rend à la brigade des stupéfiants. Ignorant qui il est, l'inspecteur José Alvarez (Guillaume Gouix), cadet de la brigade, le reçoit sèchement. Le juge Michel vient rencontrer son directeur le commissaire Lucien Aimé-Blanc (Bernard Blancan) qui lui présente rapidement le capitaine Ange Mariette (Gérard Meylan). Puis, dans son bureau, il lui présente John Cusack (Dominic Gould), représentant de la DEA à Marseille. Lucien brosse un tableau rapide de la mainmise sur Marseille de la French Connection, dirigée par l'intouchable parrain du milieu marseillais : Gaëtan « Tany » Zampa (Gilles Lellouche).
Zampa retrouve ses lieutenants : son frère Jean « Jeannot » Paci, le « banquier » (Bruno Todeschini), « Robert » (Éric Collado), Frank « Franky » Calazzi (Moussa Maaskri), « le Fou » et Jean-Claude Minassian pour organiser la prochaine livraison de 100 kilogrammes d'héroïne aux États-Unis. Tany et Franky vont voir Marco Da Costa (Cyril Lecomte) dans l'appartement de sa compagne Dora Meurisse (Barbara Cabrita). Tany veut savoir pourquoi Marco n'a pas fait ce qu'il lui avait dit de faire : recruter un « chimiste ». Mal à l'aise, Marco lui dit que c'est Charles Peretti (Georges Neri) le chimiste qu'il va recruter par l'intermédiaire de Fabrizio Mandonato, le neveu de celui-ci. Pendant ce temps Franky fouille l'appartement et apporte à Tany une boîte qu'il a trouvée, contenant un sachet de cocaïne. Tany, pour donner une leçon à Marco, l'oblige à sniffer tout le contenu du sachet.
Lily Mariani vient voir le juge Michel dans son bureau. Elle a des traces de coups sur le visage et lui dit que c'est Fabrizio Mandonato qui l'a frappée, car elle a refusé d'obéir quand il lui a ordonné de coucher avec son nouvel ami : Franky Calazzi, qui lui a promis de lui confier un club. Pierre Michel lui dit qu'il faut qu'elle arrête de consommer de l'héroïne, et qu'il a connu quelqu'un qui était « accro » au jeu, mais qui a réussi s'en sortir et a plutôt bien réussi sa vie. Elle lui répond en souriant qu'elle a compris que c'est de lui qu'il parle. Lucien, Ange et José prennent en filature Fabrizio Mandonato à la demande du juge Michel. Le soir, ils observent Franky accueillir Fabrizio à l'entrée du bar-boîte de nuit. Dans le bar, Fabrizio répond à Franky qu'il pourrait offrir un bon saucisson corse à son oncle pour le remercier d'être chimiste pour le clan Zampa. Franky laisse Fabrizio boire autant qu'il veut au comptoir et monte rejoindre Tany, qui fête avec son épouse Christiane (Mélanie Doutey) leur anniversaire de mariage, en compagnie de ses amis et complices.

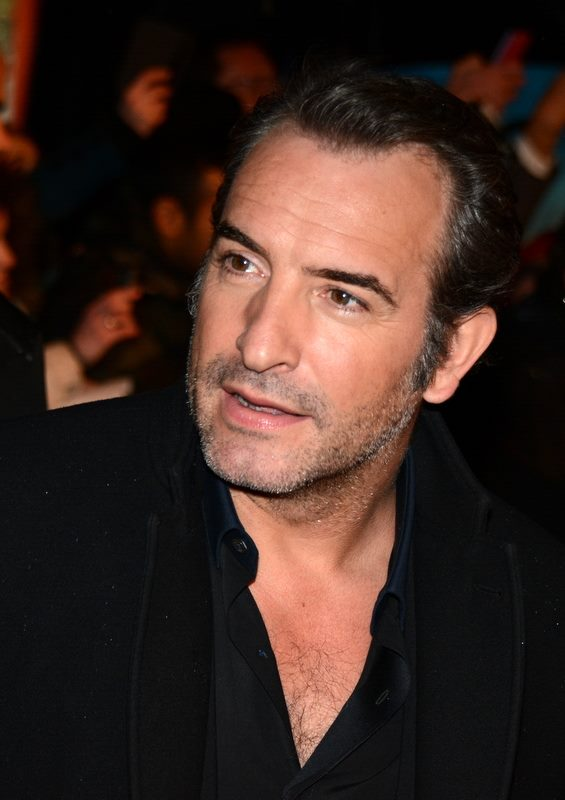
Jean Dujardin.

Lucien, Ange et José observent Fabrizio Mandonato se faire remettre deux grands sacs de sport par Robert, devant la maison de celui-ci, puis les mettre dans le coffre de sa voiture. Ils le suivent en voiture. Fabrizio se rend chez son oncle, entre chez lui avec les deux sacs et repart les mains vides. Lucien avertit le juge Michel, qui les rejoint devant la maison de Peretti. Après avoir observé la propriété, Pierre décide d'intervenir aussitôt. Les policiers investissent la maison et capturent Peretti dans son jacuzzi. Arrogant, il les insulte avec mépris. Un policier apporte les deux sacs de sport qu'il a trouvé dans le cellier. Les sacs ne contiennent pas de morphine-base mais des saucissons. Le juge Michel décide d'incarcérer Peretti, moqueur et ironique. Pendant ce temps dans un laboratoire clandestin, un chimiste termine de transformer la morphine-base en héroïne. Les sachets plastiques, sont mis dans des boîtes de conserves qui sont serties, mises en carton, chargés dans le coffre d'une camionnette de paella. La nuit, en étudiant les documents saisis dans la demeure de Peretti, Pierre découvre une facture d'un architecte. Dans la maison de Peretti, l'architecte remarque qu'un mur ne figure pas sur ses plans d'origine. Le juge Michel fait abattre le mur, derrière celui-ci les policiers découvrent du matériel de chimie, en partie emballé dans un journal. Dans son bureau, le juge Michel interroge Peretti en vain. Tany remet le Fou à sa place avec mépris en lui refusant une faveur qu'il avait demandée. Peu après, le corps de Fabrizio Mandonato est remonté dans un filet de pêche dans le port de Marseille. Pierre se rend chez Lily Mariani pour lui parler. C'est la grand-mère de celle-ci qui le reçoit et lui apprend que Lily est morte d'une overdose la semaine dernière. Tany et le banquier vont aux États-Unis parler affaires avec Santo, le parrain local du trafic d'héroïne.
Le juge Michel décide d'arrêter et d'emprisonner tous les petits voyous travaillant pour Zampa à Marseille, pour déstabiliser son organisation mafieuse. Gaston Defferre le félicite personnellement. Il fait la fête en famille chez lui et dans les bureaux de la brigade des stupéfiants avec ses collègues policiers. Robert entre dans un bar et aborde le juge Michel qui mange au comptoir. Il lui remet une boîte à gâteaux contenant une liasse de grosses coupures lui disant qu'il aura la même chose chaque mois, s'il accepte de « se reposer un peu ». Pierre Michel quitte le bar, emportant la boite à gâteaux, Robert lui faisant également cadeau du prix du repas. Peu après, les journaux annoncent que le juge Michel a offert 10 000 francs (l'argent contenu dans la boîte à gâteaux) au plus grand centre de désintoxication de Marseille et qu'il va poursuivre la lutte contre Zampa jusqu'à ce qu'il soit emprisonné, ce qui réjouit le Fou. Dans les bureaux de la brigade des stupéfiants, Lucien fête avec ses collègues sa mutation à la direction de l'OCRB à Paris. Ange devient par conséquent le nouveau directeur de la brigade des stupéfiants de Marseille. Robert et Franky font venir Tany au casino, le directeur du casino (Michel Bellier), que Franky a tabassé, explique qu'il a déjà remis la rançon qu'ils viennent chercher régulièrement pour leur « protection ». Il révèle que le Fou et ses hommes sont venus la chercher avant eux en disant qu'à partir de maintenant c'est à lui qu'il faudra verser la rançon, car Zampa « est fini » à cause du juge Michel. Dans un parking désert, Zampa interpelle le Fou qui descend de sa Porsche. Le Fou refusant de rendre l'argent de la rançon du casino, Tany fait signe à Franky de l'abattre, celui-ci le crible de balles et ils le laissent pour mort. Le Fou, emporté aux urgences de l'hôpital, survit miraculeusement à ses blessures.
Le juge Michel se rend à la brigade de la sécurité urbaine pour demander au commissaire Bianchi (Éric Fraticelli) où il en est sur l'enquête sur la tentative d'assassinat du Fou.

## Fiche technique
- Titre : La French
- Titre international : The Connection
- Réalisation : Cédric Jimenez

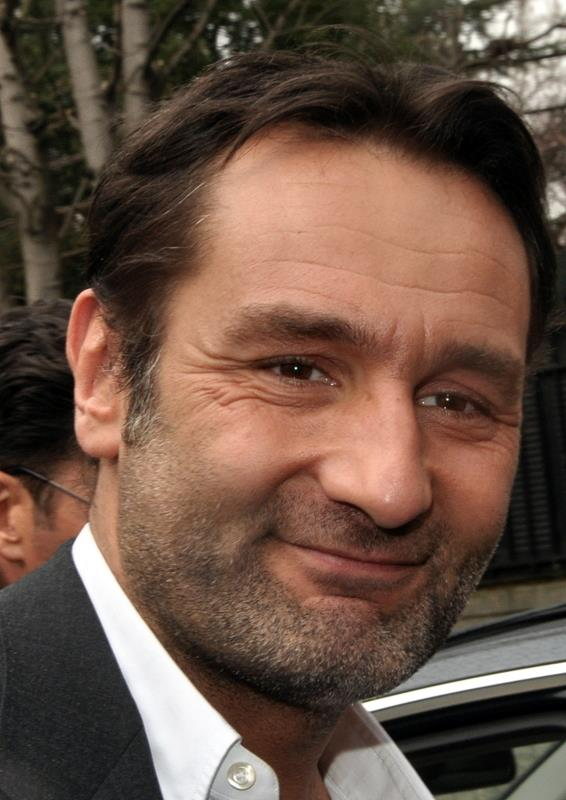
Gilles Lellouche.

- Scénario : Audrey Diwan et Cédric Jimenez
- Musique : Guillaume Roussel
- Supervision musicale : Elise Luguern
- Photographie : Laurent Tangy
- Direction artistique : Patrick Schmitt
- Effets spéciaux : Georges Demétrau
- Montage : Sophie Reine
- Cascades : Alain Figlarz, Rémi Canaple, Jérémy Lagniez, Sébastien Lagniez
- Costumes : Carine Sarfati
- Décors : Jean-Philippe Moreaux
- Production : Alain Goldman
- Sociétés de production : Gaumont, Légende Films, France 2 Cinéma
  - Participation à la production : Canal+, Ciné+, France Télévisions, Scope Pictures, la RTBF, le CNC et les régions PACA et Wallonne.
- Société de distribution : Gaumont (France)
- Genre : policier, thriller
- Format : 2.35:1 - couleur - 35 mm - D-Cinema
- Son : Dolby Digital
- Durée : 135 minutes
- Postproduction : Laboratoires Eclair
- Pays de production :  France et  Belgique
- Langues originales : français avec quelques séquences en italien et en anglais
- Budget : 22,8 millions d'€
- Date de sortie : 
  - France : 3 décembre 2014
  - États-Unis : 15 mai 2015

## Distribution
- Jean Dujardin : le juge Pierre Michel
- Gilles Lellouche : Gaëtan « Tany » Zampa
- Céline Sallette : Jacqueline Michel, épouse de Pierre Michel
- Mélanie Doutey : Christiane Zampa, épouse de « Tany »
- Benoît Magimel : Jacques « Jacky » Imbert, « Le Fou »
- Guillaume Gouix : l'inspecteur José Alvarez
- Bernard Blancan : le commissaire Lucien Aimé-Blanc, directeur de la brigade des stupéfiants de Marseille
- Gérard Meylan : le commissaire Ange Mariette
- Féodor Atkine : Gaston Defferre, maire de Marseille puis ministre de l'Intérieur
- Patrick Descamps : le procureur général de Marseille
- Moussa Maaskri : Frank « Franky » Calazzi, le gros bras porte-flingue de « Tany »
- Bruno Todeschini : « Le banquier »
- Pierre Lopez : Jean « Jeannot » Toci, demi-frère de Tany Zampa, présenté dans le film comme son frère, bras droit et successeur de Tany à la tête du clan
- Éric Collado : André, dit « Robert »
- Cyril Lecomte : Marco Da Costa
- Dominic Gould : John Cusack, représentant de la DEA à Marseille
- Éric Fraticelli : le commissaire Bianchi, directeur de la brigade de sécurité urbaine de Marseille
- Barbara Cabrita : Dora Meurisse, la conjointe de Marco Da Costa
- Pauline Burlet : Lily Mariani, jeune toxicomane
- Alain Zef : Jean-Claude Minassian
- Georges Neri : Charles Peretti, le « chimiste » retraité, possible référence à Joseph Cesari, le chimiste corse analphabète, qui opérait depuis Marseille pour le compte des filières de la French, le chimiste le plus doué de l'Histoire et dans le monde entier dans la transformation de morphine-base en héroïne avec un taux de pureté de 98% (alors que ses concurrents dépassaient rarement 70%) avant son suicide aux Baumettes en 1972, cependant il n'a probablement jamais travaillé avec Zampa mais avec ses prédécesseurs les frères Guérini et avec des barons comme Marcel Francisci, Nick Venturi ou Paul Mondolini qui ne sont pas cités dans le film mais qui étaient des chevilles ouvrières du trafic
- Jean-Pierre Sanchez : Fabrizio Mandonato
- Martial Bezot : Martial Salin, dit « Le Gitan »
- John Flanders : le directeur de la DEA
- Michel Bellier : le directeur du casino
- Arsène Mosca : l'ouvrier cassant le mur dans la maison de Charles Peretti
- Éric Godon : l'avocat de Gaëtan Zampa
- Catherine Demaiffe : Marie, héberge Jacqueline Michel quand elle quitte le foyer
- Jean-Marc Michelangeli : Simon, époux de Marie
- Paco Boublard : Stéphane, policier
- Éric de Montalier : Serge, policier
- Bérangère McNeese : l'infirmière à l'hôpital de la Timone
- Erika Sainte : Olivia, amoureuse du « fou » à l'anniversaire de mariage des Zampa, serveuse au bar du téléphone
- Simon Ferrante : Santo
- Rosario Amedeo : Charly
- Myriem Akheddiou : Melle Aissani
- Roger Guidone : M. Paul
- Gerald Papasian : Maro Minassian
- Jean-Jérôme Esposito : Lino
- Georges Fracass : Natale
- Christiane Conil : la mère de Lily
- Marco Panzani : le passeur repenti
- Philippe Petit : un gardien de prison
- Charles Salvy : l'architecte de la maison de Peretti
- Bernard Llopis : le gros dur du bar
- Olivier Cabassut : un homme de la soirée de Pierre Michel
- Alexia Depicker : l'urgentiste
- Serge Hervens : le médecin Timone
- Chuck Hargrove : un flic de la DEA
- Kevin Van Doorslaer : un flic de la DEA
- Benjamin Giuli : un condé corse
- Edmonde Franchi : la patronne du bar de Sainte-Anne
- Rémi Pedevilla : le chef de la PJ
- Aran Bertetto : un lieutenant de Tany
- Erico Salamone : un lieutenant de Tany
- Christophe Maratier : le tueur de Tany
- Guillaume Labbé : le vendeur de Paul
- Xavier Alcan : un flic (non crédité)
- Eric Kabongo : Jairzinho (non crédité)

## Production

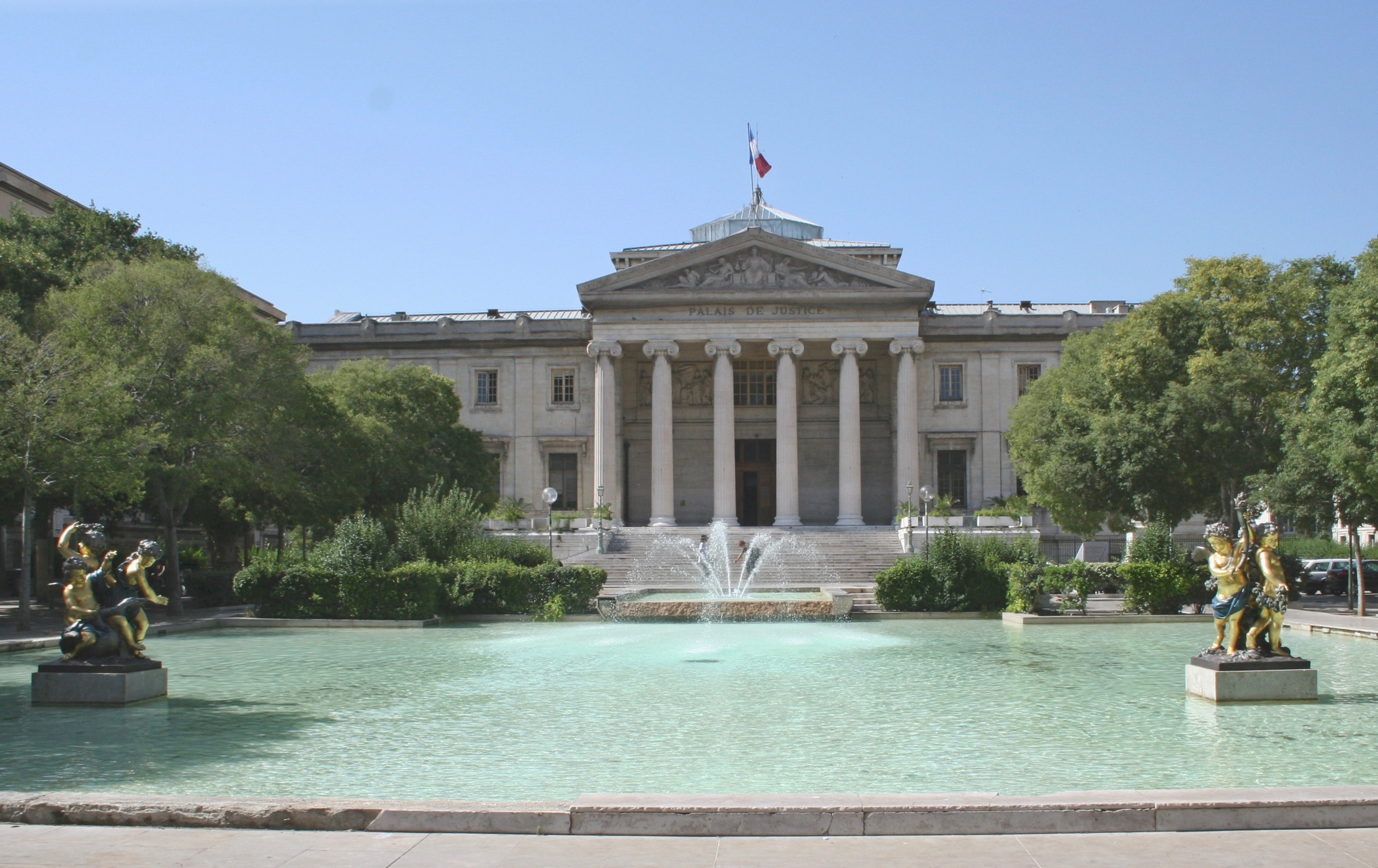
Des plans du palais de justice de Marseille apparaissent dans le film.

### Pré-production
Ce long métrage au budget de dix-sept millions d'euros, qui ne se veut pas « film historique », est qualifié de « fresque romanesque plongée dans la réalité ». Il marque un retour du cinéma français vers le polar après 36 quai des Orfèvres (film) en 2004 ou Mesrine quatre ans plus tard. Cédric Jimenez, marseillais, contacte le producteur Ilan Goldman aux environs de 2011 pour lui présenter un projet ; ce dernier peu intéressé lui demande s'il n'a pas une idée de film ancré à Marseille ; son père, Daniel Goldman avait financé Borsalino tourné dans cette même ville. La French est déjà dans la tête du réalisateur. Bien que Cédric Jimenez soit peu connu et ait alors une très courte carrière, le producteur donne « carte blanche » au réalisateur, y compris sur la distribution principale composée du duo Lellouche-Dujardin ; Si Gilles Lelouche est immédiatement enthousiaste à la lecture du script, Jean Dujardin sera plus long à réagir.
Après avoir rencontré plusieurs témoins de l'époque et s'être fait aider de Thierry Colombié, spécialiste du grand banditisme et documentaliste, Cédric Jimenez commence l'écriture avec Audrey Diwan. Il s'éloigne volontairement d'une vérité historique : « C'est comme adapter un livre. On ne le trahit pas, on le façonne. la structure narrative d'un film nécessite des rebondissements. On donne de l'importance dans l'intrigue à un fait mineur dans la réalité, on en élimine un autre […]. » De cette façon, la rencontre visible dans le film entre le juge et le truand n'a jamais existé.

### Tournage
Le tournage débute le 26 août 2013 à Marseille. Le 28 août 2013, l'équipe du film tourne des séquences entre 14 et 18 heures sur le chemin du Roucas-Blanc, entre la place du Terrail et le boulevard Tellène. La circulation y est interrompue et seules sont autorisées à circuler des voitures et motos rétro.
Une station essence a également été montée spécialement pour le film sur la corniche du Président-John-Fitzgerald-Kennedy.
En octobre 2013, l'équipe du tournage se rend à Anvers en Belgique pour les besoins de scènes dans un décor de boîte de nuit, une boîte de pole dance nommée « Le Privilège Club ». Ils seront également à Charleroi pour des scènes dans une prison et à Namur, au palais provincial, pour les scènes de cabinet ministériel et de conférence de presse.

## Musique
Sauf indication contraire ou complémentaire, les informations mentionnées dans cette section proviennent du générique de fin de l'œuvre audiovisuelle présentée ici.
- Jerome par Lykke Li, durée : 3 min 14 s (tout début du film, filature à moto et exécution à la station service par « le fou »).
- Comic Strip par Serge Gainsbourg, durée : 2 min 10 s (dans l'appartement de Dora Meurisse, au début de la visite de « Tany » et « Franky » à Marco Da Costa).
- Ces bottes sont faites pour marcher par Yéyévollegaz avec Delphine Gardin, durée : 2 min 37 s (dans le bar, avant l'anniversaire de mariage des Zampa).
- Happy birthday to you de Patty Hill et Mildred J. Hill (dans le bar, à l'anniversaire de mariage des Zampa, la serveuse apporte la pièce montée).
- C'est comme ça que je t'aime par Mike Brant, durée : 3 min 20 s (dans le bar, pendant l'anniversaire de mariage de « Tany » et Christiane Zampa).
- Flash and Crash par Rocky & The Riddlers, durée : 2 min 47 s (aperçu du trafic d'héroïne aux États-Unis avant le voyage de « Tany » et de son « banquier »).
- the Snake (en) par Al Wilson (en), durée : 3 min 28 s (vague d'interpellations et d'interrogatoires des « petites mains » de la French).
- Le chant des adieux (fête de la mutation de Lucien à la direction de l'OCRB dans les bureaux de la brigade des stupéfiants).
- Love to Fly par Venus Gang, durée : 4 min 8 s (dans le bar, la nuit où le juge Michel aperçoit Ange Mariette en compagnie de « Tany » Zampa et son « banquier »).
- I'm Set Free par The Velvet Underground de 1969, durée : 4 min 3 s (le juge Michel médite seul, Jacqueline a quitté la maison avec leurs filles).
- Call Me par Blondie de 1980, durée : 3 min 29 s (lors de l'inauguration du Krypton).
- Cambodia par Kim Wilde de 1981, durée : 3 min 57 (violemment interrompue au Krypton par « Tany » Zampa contrarié).
- Bang Bang (My Baby Shot Me Down) par Sheila de 1966, durée : 3 min 13 s (au Krypton, « Tany » Zampa désespéré à la nouvelle du coup de filet au laboratoire ; non mentionnée au générique).
- This Bitter Earth par Dinah Washington de 1960 / On the Nature of Daylight par Max Richter de 2004, durée : 6 min 15 s (arrestation de Zampa dans sa planque).
- Waitin' Around to Die par Townes Van Zandt, durée : 2 min 42 s (début du générique de fin).
- Everything's Gonna Be Alright par Robert Moore, durée : 2 min 38 s.
- Manic episode.
- Candles on the cake.
- Tensions at home.
- La Balade des Champs-Élysées.
- She's Mine.
- Dark Detective.
- I'm the Singer, You're the Song I Sing.
- On the Nature of Daylight de Max Richter (lorsque « Tany » Zampa prend la fuite)

### Bande originale
Musiques non mentionnées dans le générique
Par Guillaume Roussel :
- Affaire personnelle, durée : 1 min 18 s.
- La Pieuvre, durée : 2 min 35 s.
- Meurtre du fou, durée : 1 min 48 s.
- Au fond du trou, durée : 2 min 18 s.
- Annabel's, durée : 42 s.
- Épilogue, durée : 2 min 42 s.

## Accueil

### Accueil critique
Sur l'agrégateur américain Rotten Tomatoes, le film récolte 78 % d'opinions favorables pour 72 critiques. Sur Metacritic, il obtient une note moyenne de 67⁄100 pour 18 critiques.
En France, le site Allociné propose une note moyenne de 3,7⁄5 à partir de l'interprétation de critiques provenant de 29 titres de presse.
Globalement, si les critiques sont positives, les notes attribuées sont majoritairement mitigées, accordant la moyenne, à l'exception de L'Express et de L'Obs :
Allociné classe le film à 3,7 étoiles pour la presse et Paris Match deux étoiles sur quatre, précisant que le film est une « belle reconstitution des années 1970, beau duo d'acteurs, mais peu de surprises à attendre de ce polar ». Avis positif mais mitigé également pour Elle qui donne trois étoiles sur cinq, précisant que « le suspense est à la hauteur du scénario, dense, […] et la pléiade de seconds rôles ajoute du piment à la réussite du film ». Éric Libiot dans sa chronique de L'Express, qui consacre d'ailleurs dans ce numéro quatre pages à la genèse du film, attribue la note maximum de trois étoiles avec le commentaire « Lellouche-Zampa est exceptionnel […] Ce cinéma romanesque, qui remet du sens commun dans la salle et du plaisir sur l’écran, en un acte artistique et militant assumé, est évidemment plus difficile à réussir que ces films décharnés où le vent pousse et la pluie mouille. » Le JDD souligne à propos des deux acteurs que « Jean Dujardin et Gilles Lellouche peuvent ainsi faire exister des rôles tout en nuances sur une reconstitution solide de ces années marseillaises. » Cette reconstitution de Marseille est maintes fois soulignée dans les critiques, comme Première qui écrit que « La reconstitution se révèle soignée et Marseille, personnage à part entière, est superbement filmé. Tout cela se montre aussi efficace qu’un bon vieil Yves Boisset […] », donnant deux étoiles sur quatre. Le Parisien écrit qu'« Outre la remarquable reconstitution du Marseille des années 1970, ce thriller […] palpitant pendant plus de deux heures, mélange subtilement les séquences d'action et des scènes plus intimistes. » Ce que Elle résume par : « le cahier des charges du film de gangsters est parfaitement rempli. » L'Obs est très critique sous-titrant « c'est raté » et jugeant Dujardin inadapté au rôle du juge.

### Box-office
| Pays ou région | Box-office        | Date d'arrêt du box-office | Nombre de semaines |
| -------------- | ----------------- | -------------------------- | ------------------ |
| États-Unis     | 190 980 $         | 19 juillet 2015            | 9                  |
| France         | 1 530 106 entrées | 25 février 2015            | 12                 |
| Mondial        | 11 861 502 $      | 19 juillet 2015            | 32                 |

Dans le même temps, la diffusion du film a été mondiale. En Europe (hors France), le film a recueilli 185 160 visites.
| Pays        | Société de distribution          |
| ----------- | -------------------------------- |
| Turquie     | Pinema (tr)                      |
| Portugal    | NOS Audiovisuais (en)            |
| Italie      | Medusa Film                      |
| Danemark    | Another World Entertainment (en) |
| Japon       | Sony Pictures Entertainment      |
| Allemagne   | Koch Media                       |
| Pays-Bas    | Film1 (en)                       |
| États-Unis  | Drafthouse Films (en)            |
| Australie   | Madman Entertainment             |
| Royaume-Uni | Picturehouse Cinemas (en)        |
| Pologne     | Kino Świat (pl)                  |

## Distinctions
- Festival international du film de Toronto 2014 : sélection « Gala Presentations »
- César 2015 : nomination pour les meilleurs décors

## Autour du film
Sauf indication contraire, les informations mentionnées dans cette section peuvent être confirmées par la base de données cinématographiques IMDb,  présente dans la section « Liens externes ».

### Anachronismes
L'action se déroule de 1975 à 1981.
- Lors du débarquement de la fourgonnette de paella au port de New York, le World Trade Center apparaît en construction en arrière-plan or les tours jumelles ont été terminées en 1973[15].
- une Alpine A310 V6, modèle d'automobile sorti en 1976, est visible en arrière-plan lors d'une scène située en 1975.
- Dans la scène sur la Corniche, des réverbères de type MAZDA Comète LV sont visibles or ils ne sont pas sont apparus avant 1982[16].
- Le soir où Zampa se met en colère au Krypton[Quand ?] car il n'a pas de nouvelle de sa livraison d'héroïne à New York, le disc jockey passe la chanson Cambodia de Kim Wilde, sortie le 2 novembre 1981.
- Des voies de tramway sont visibles sur le boulevard Michelet lors de l'assassinat du juge Michel or en 1981, il n'y a plus de ligne de tramway passant ici, l’ensemble du réseau ayant disparu depuis les années 1960[17] hormis sur le boulevard Chave (ligne 68 jusqu’en 2004).
- Lorsque le juge Michel est sur le quai de la Joliette, on voit en arrière plan lointain le Napoléon Bonaparte, un bateau de la SNCM (ancien nom de la Corsica Linea) or ce ferry a été construit au milieu des années 1990.[réf. nécessaire]

### Erreurs et incohérences
- Au début du film, « le Fou » crible de balles le conducteur d'une Mercedes arrêté à une station service. Dans un premier temps, il tire à distance onze coups, sans recharger, avec un pistolet Colt M1911 dont le chargeur à une capacité maximale de sept balles[15].
- Le film comprend un nombre important d'erreurs sur la procédure et l'organisation judiciaires françaises. Ainsi, au début du film, le procureur général nomme Michel juge du grand banditisme. Or, d'une part, il n'y a pas de procureur général à Marseille mais un procureur de la République, et, d'autre part, un procureur, quel qu'il soit, n'a aucune autorité sur les magistrats du siège ni n'a compétence pour affecter l'un d'entre eux à tel ou tel poste en juridiction. Au milieu du film, ce procureur menace également le juge Michel de le muter d'autorité alors même que les magistrats du siège bénéficient de garanties constitutionnelles d'inamovibilité et que leur déplacement ne peut avoir lieu que sur leur demande. Durant la même scène, le procureur général apprend au juge Michel qu'il a été dessaisi d'un de ses dossiers sur décision du maire de Marseille, alors même que le maire, représentant de l'autorité administrative et donc du pouvoir exécutif, n'a absolument aucune autorité sur le déroulement d'une procédure judiciaire.
- S’il est reconnu que la discothèque le Krypton a été créée par Gaëtan Zampa[18], c’est bien à Aix-en-Provence qu’elle a animé la vie nocturne et non à Marseille comme le laisse entendre le film.
- Au début du film, le commissaire Aimé-Blanc présente au juge Michel, le Capitaine Ange Mariette dans les locaux du commissariat. Or, en 1975, il n'existe pas de Capitaines de Police. Ce sont encore soit des inspecteurs principaux (en civil), soit des Officiers de Paix Principaux (en uniforme). Les grades de Lieutenant de Police et Capitaine de police n'apparaitront que le 1er janvier 1996.

Le film, qui assume sa dimension fictionnelle, prend également des libertés avec les faits, ainsi qu'avec la personnalité et la vie du juge Michel. D'ailleurs, la famille de ce dernier ne cautionne pas le scénario.

### Articles annexes
- Psychotrope au cinéma et à la télévision
- Le Juge, autre film inspiré de la vie du juge Pierre Michel